# Lorentz Creutz den äldre
Lorentz Creutz, eller Lorentz Creutz den äldre, född 1615 i Dorpat, död 1 juni 1676 utanför Öland, var en svensk friherre och ämbetsman. I egenskap av amiralgeneral förde Creutz befäl över den svenska flottan i inledningsskedet av Skånska kriget 1675-79. Han omkom då hans flaggskepp Kronan exploderade och förliste under slaget vid Ölands södra udde 1676. 

## Biografi
Lorentz Creutz var i sin ungdom anställd vid bergskollegium. Han visade prov på att vara en mycket kompetent administratör, och innehade ett flertal landshövdingeposter. Han var också medlem i olika kommissioner, tillsatta för att utreda missförhållanden runt om i riket. Den bäst kända av dessa var den trolldomskommission som 1669 sändes till Dalarna, för att utreda det påstådda häxeriet där. Processen slutade med att 23 personer dömdes till döden.
Under Skånska kriget utnämndes Creutz, trots att han saknade erfarenhet av sjömilitära frågor, till överbefälhavare för den svenska flottan, med titeln amiralgeneral. Den 1 juni 1676 mötte svenskarna under Creutz befäl en dansk-nederländsk eskader, ledd av amiralerna Cornelis Tromp och Niels Juel i slaget vid Ölands södra udde. När Creutz befallde att hans flaggskepp Kronan skulle vända upp mot fienden, krängde fartyget så kraftigt i den starka vinden, att vatten forsade in genom de öppna kanonportarna. I kaoset ombord kom elden lös och skeppet exploderade.
Av den 840 man starka besättningen överlevde endast 40 förlisningen. Bland de omkomna fanns Creutz själv, nästan hela det högre befälet samt amiralens son, överstelöjtnant Gustaf Creutz. Efter slaget återfanns Creutz kropp flytande illa sargad i vattnet. Tack vare en stämpel som hittades i hans ficka kunde hans identitet fastställas. Stämpeln behölls inom familjen Creutz i tre sekler innan den donerades till Kalmar läns museum 1982. Creutz begravdes i familjegraven vid herrgården Storsarvlax i Nyland.

## Äktenskap och barn
Creutz gifte sig 2 oktober 1639 på Hedensö i Näshulta församling med friherrinnan Elsa Duwall (1620–1675), dotter till generalen Jakob MacDougall, friherre Duvall och Anna von der Berge. De fick tillsammans barnen Catharina Creutz (1640–1687) som var gift med översten Bernhard Mellin, Ernst Creutz (1641–1652), Anna Creutz (1642–1671), Jakob Creutz (1645–1667), landshövdingen Lorentz Creutz (1646–1698), Elsa Creutz (1647–1717) som var gift med landshövdingen Harald Oxe, Brita Creutz (1649–1649), Gustaf Creutz (1650–1676), Brita Creutz (1651–1710) som var gift med assessorn Nils Natt och Dag och översten Gustaf Johan Wrede af Elimä, greven Johan Creutz (1651–1726), Ernst Johan Creutz (1654–1654), Margareta Creutz (född 1655) som var gift med översten Gustaf Adolf Mellin, Helena Creutz (1657–1730) som var gift med lagmannen Fredrik Stenbock och generalen Georg Johan Maydell, Christina Creutz (1659–1699) som var gift med kommendören Göran Soop och generalen Carl Gustaf Creutz (1660–1728).